# Glabella (chi ốc biển)
Glabella là một chi small tropical and warm-water ốc biển, marine động vật chân bụng động vật thân mềm trong họ Marginellidae, họ ốc mép.

## Các loài
According to the Cơ sở dữ liệu sinh vật biển (WoRMS), the following species with valid names are gồm cód withtrong genus Glabella:
- Glabella adansoni Kiener, 1834
- Glabella ansonae Clover, 1976
- Glabella arenaria Mörch, 1852
- Glabella bellii G.B. Sowerby, 1846
- Glabella bifasciata (Lamarck, 1822)
- Glabella davisiana Marrat, 1877
- Glabella denticulata Link, 1807
- Glabella faba (Linnaeus, 1758)
- Glabella ferreirai Alves, 1996
- Glabella fumigata (Gofas & Fernandes, 1994)
- Glabella harpaeformis G.B. Sowerby, 1846
- Glabella lucani (Jousseaume, 1884)
- Glabella mirabilis H. Adams, 1869
- Glabella nodata (Hinds, 1844)
- Glabella obtusa G.B. Sowerby, 1846
- Glabella pseudofaba G.B. Sowerby, 1846
- Glabella reeveana Petit, 1851
- Glabella rosadoi Kilburn, 1994
- Glabella tyermani (Marrat, 1876)
- Glabella xicoi (Boyer, Ryall & Wakefield, 1999)
- Glabella youngi Kilburn, 1977